# Кели Нокс
Кели Нокс (енгл. Kelly Knox; рођена 1984) је британски модел. Проглашена је за једну од најутицајнијих особа са инвалидитетом у Великој Британији, и једна је од ретких манекенки на свету са физичким инвалидитетом. Нокс је постала један од првих модела са инвалидитетом који се појавио на Лондонској недељи моде 2017.

## Младост
Кели Нокс је рођена у Енфилду у северном Лондону и одрасла је у Енфилду и Поплару у источном Лондону. Рођена је без леве подлактице, али је од седме године одбила да носи протезу и од тада никада није користила протезу.

## Каријера
Године 2008. била је победница ТВ канала ББЦ Три - Реалити шоу, Британски топ модел који недостаје. Једна од осам такмичарки са инвалидитетом, међу којима су биле две глуве жене, корисник инвалидских колица и жена са једном ногом. Као победница Британског топ модела који недостаје, добила је  фотографисање са врхунским модним фотографом Ранкином и чланак у часопису Мари Клер.  За разлику од Британског следећег Топ Модела, уговор о моделирању није био део награде, али јој је понуђено упознавање са Take 2 моделима (Лондон) за које  је потписала након емисије.
У септембру 2016, Нокс је потписала уговор са великом агенцијом - MiLK Management.

## Телевизија
Нокс је учествовала у две серије Гок Ванових телевизијских серија Како да изгледате добро голи. Такође се појавила на телевизији у емисији славних Ready Steady Cook  са Џонатаном Фангом, а била је модел и дала интервју за This Morning и BBC Breakfast.
Године 2013. играла је главну глумицу у другој серији серија скривених камера Канала 4 I'm Spazticus, која настоји да промени перцепцију инвалидитета.
Године 2020. појавила се као познати судија у другој епизоди емисије Ранкин'с 2020 на <i>Скај</i> ТВ-у, у његовој потрази за најбољим фотографима, ухвативши дух те изузетне године на сликама које су снимили чланови јавности.

## Модел
Била је на модним ревијама као што је Лондонска недеља моде, а у септембру 2016. прошетала је на писти Кери Хамер у оквиру Недеље моде у Њујорку, и учествовала је на ревији „Модна ревија трендова за 2013.“ за Procter & Gamble Beauty "Vision House" у Пекингу. Учествовала је у рекламним кампањама за VO5 и Самсунг. Нокс је наставила да руши модне баријере у рекламној кампањи „Tenk Nytt“ или „Think New“ за тржни центар Oslo City.
У априлу 2013. објављено је да ће се Нокс представити у најновијој кампањи за уличну радњу Debenhams, први ланац који користи моделе са инвалидитетом у својим кампањама. Њена фотографија је представљена у британском часопису Вог у априлу 2013. Слике наводно „славе разноликост у малопродајном сектору“.
Часописи укључују: Мари Клер УК (2008), насловницу за Дива (2010)  и Мари Клер Кина (2013). Нокс је била интервјуисана за аустралијски часопис за особе са инвалидитетом Линк, за њихово издање из октобра 2014. Представљена је у Fabulous Magazine, фебруара 2016. Два пута се појавила на насловној страни часописа Грација (2020. и 2018).
Радила је у Великој Британији, Сједињеним Државама, Немачкој, Кини, Норвешкој и Пакистану.
Нокс је снимљена за ексклузивни париски модни бренд Yperlab у октобру 2014.
У 2018, предводила је кампању за моделирање за Примарк. Године 2021. предводила је нову породиљску кампању Asda.

## Рад на кампањи
У 2008, Нокс је покренула добротворну аукцију ципела познатих личности како би прикупила новац за жртве нагазних мина као помоћ Саветодавној групи за мине. Такође је радила са добротворном организацијом за младе и образовање Raleigh. Године 2013. Нокс је постала амбасадор Reach Charity, удружења за децу са недостатком горњих удова.
У 2013, Нокс је представила кратак видео за United Response-ов креативни пројекат инвалидитета „Разгледнице са ивица“, како би подстакла друге људе погођене инвалидитетом да креирају сопствену разгледницу како би изразили оно што им је важно.
У оквиру семинара о бољем животу Лондонског колеџа моде 10. марта 2014. говорила је о „Дискриминацији у моди“.
У три наврата (2014, 2016. и 2017), Нокс је била проглашена за једног од 100 најутицајнијих људи са инвалидитетом од стране Shaw Trust-а и уврштена је у Најмоћнијих 100.
Почетком 2016. године суосновала је кампању за промовисање једнаких могућности за моделе са инвалидитетом.
Године 2016. Нокс је ушла у ужи избор за славну личност године на додели награда National Diversity Awards.
Нокс је интервјуисао Лу Стопард за SHOWstudio.com Ника Најта, говорећи о третману модне индустрије према различитим телима и њеној одлуци да не носи протетичку руку.